# روبن وليامز (عالم اجتماعي)
روبن وليامز (بالإنجليزية: Robin Williams)‏ هو عالم اجتماعي بريطاني، ولد في 13 نوفمبر 1952 في لندن في المملكة المتحدة.